# شولاقسور
شولاقسور (قزاقی: Шолақсор) یک دریاچه در استان پاولودار کشور قزاقستان است.